# Pavel Ermolinskij
Pavel Ermolinskij (* 25. Januar 1987 in Kiew, Ukrainische SSR; russisch Павел Александрович Ермолинский) ist ein isländischer Basketballspieler russischer Abstammung. Er wechselte als Talent bereits mit 16 Jahren ins Ausland, wo er zunächst in Frankreich und dann sechs Jahre in Spanien ausgebildet wurde und spielte. 2010 kehrte Pavel Ermolinskij zu seinem Stammverein KR nach Reykjavík zurück, unterbrochen nur durch zwei Jahre in der schwedischen Basketligan. 2014 gelang dem isländischen Nationalspieler mit der Herrenauswahl die erstmalige Qualifikation für eine Endrunde der Europameisterschaft.

## Karriere
Pavel Ermolinskij wurde als Sohn von Alexander Ermolinskij geboren, einem aus Wologda stammenden russischen Basketballspieler, der unter anderem Mitte der 1980er Jahre mit ZSKA Moskau sowjetischer Meister geworden war und ab 1992 bis ca. 2002 für isländische Klubs in der höchsten Spielklasse gespielt hatte. Als Teenager hatte Pavel Ermolinskij bereits erste Einsätze mit seinem Vater bei UMF Skallagrím aus Borgarnes. Nachdem Pavel Ermolinskij auch noch bei Íþróttafélag Reykjavíkur in der Hauptstadt gespielt hatte, wechselte das Nachwuchstalent bereits 2003 mit 16 Jahren ins Ausland nach Frankreich. Hier kam er für den Verein Jeanne d'Arc de Vichy bereits auf drei Kurzeinsätze in der höchsten französischen Spielklasse LNB Pro A.
Im Sommer 2004 wurde der isländische Jugendnationalspieler vom europäischen Spitzenklub CB Unicaja aus Málaga in Spanien verpflichtet, der als einer der wenigen Klubs im Besitz einer A-Lizenz der EuroLeague ist. In der höchsten Spielklasse Liga ACB kam Pavel Ermolinskij auf einzelne Einsätze für Unicaja, wurde aber ansonsten in der Nachwuchsmannschaft sowie beim Kooperationspartner Clínicas Rincón Axarquía aus Torre del Mar in der dritthöchsten Herren-Spielklasse LEB 2 eingesetzt. Für die Saison 2007/08 wurde er schließlich an den Zweitligisten aus Huelva ausgeliehen, der nach dem zwölften Platz am Saisonende vom professionellen Spielbetrieb abgemeldet wurde. Dies ermöglichte unter anderem dem Vorletzten Unión Baloncesto aus Santa Cruz de La Palma von den Kanaren den Klassenerhalt, für den Pavel Ermolinskij in der darauffolgenden Saison spielte, in der die Mannschaft auf dem 14. Platz den Klassenerhalt auch sportlich erreichte. Eine weitere Saison in der zweiten spanischen Liga LEB Oro begann Pavel Ermolinskij für den Verein aus Cáceres, dem Nachfolgeverein des ehemaligen Erstligisten und Europapokalteilnehmers. Doch bereits Ende Januar 2010 löste man den Vertrag und Pavel Ermolinskij kehrte in seine Heimat Island zurück.
Nachdem Pavel Ermolinskij zunächst für Knattspyrnufélag Reykjavíkur in der Hauptstadt gespielt hatte und dort 2011 eine nationale Meisterschaft gewonnen hatte, wechselte er 2011 noch einmal ins Ausland zu den Dragons aus Sundsvall in Schweden, wo bereits unter anderen seine Landsleute Jakob Sigurðarson und Hlynur Bæringsson spielten und ebenfalls 2011 die Meisterschaft in Schweden gewonnen hatten. Gemeinsam scheiterte man bei der Titelverteidigung in der Basketligan bereits in der ersten Play-off-Runde. Für die folgende Saison wechselte Pavel Ermolinskij zum neuen Meister Dolphins aus Norrköping, der jedoch bei seiner Titelverteidigung in der Play-off-Halbfinalserie nun den Sundsvall Dragons 2013 unterlegen war. Nach seiner Rückkehr zu KR nach Reykjavík gewann Pavel Ermolinskij zwei weitere isländische Meisterschaften 2014 und 2015.
In der isländischen Nationalmannschaft absolvierte Pavel Ermolinskij bis zum Sommer 2016 55 Einsätze. Konnte die Auswahl der Herren zuvor nur nennenswerte Erfolge bei den Spielen der kleinen Staaten von Europa feiern, konnte man sich im Sommer 2014 unter anderem mit den erfahrenen Profis Jón Arnór Stefánsson, Logi Gunnarsson, Jakob Sigurðarson und Hörður Vilhjálmsson, die alle bereits im Ausland und unter anderem in der deutschen Basketball-Bundesliga gespielt hatten, erstmals für eine Endrunde der Europameisterschaft qualifizieren. Bei der EM-Endrunde 2015 bestritt die isländische Auswahl ihr erstes Endrundenspiel gegen Gastgeber Deutschland in der Berliner Mercedes-Benz Arena.